# Slaheddine Belaïd
Slaheddine Belaïd (arabisch صلاح الدين بلعيد, DMG Ṣalāḥ ad-Dīn Bilʿaid; * 13. November 1939 in Jemmal, Tunesien) ist ein tunesischer Politiker der Konstitutionellen Demokratischen Sammlung (RCD), der unter anderem von 1997 bis 2004 Minister für öffentliche Arbeiten, Wohnungsbau und Raumplanung war.

## Leben
Slaheddine Belaïd absolvierte ein Studium der Fachrichtung Bauingenieurwesen an der École nationale des ponts et chaussées (ENPC), welches er 1962 mit einem Diplom abschloss. Im Anschluss wurde er Leiter der Abteilung Hafenneubau und im März 1964 dem Staatssekretär im Außenministerium zugeordnet, wo er Mitarbeiter der Wirtschaftskommission für Afrika wurde. Im September 1967 wurde er Direktor für Tourismusprojekts des Nationalen Tourismusamts im Wirtschaftsministerium sowie 1974 Präsident und Generaldirektor der Allgemeinen Gesellschaft für Ausrüstungs- und Bauunternehmen SOMATRA-GET (Société générale d’entreprises de matériel et de travaux), ein 1971 gegründetes Unternehmen, das in verschiedenen Bausektoren im gesamten Staatsgebiet tätig ist. Am 6. Februar 1988 wurde er zum Beauftragten im Kabinett des Ministers für öffentliche Arbeiten und Wohnungsbau sowie zum Generaldirektor für Brücken und Straßen sowie daraufhin im Februar 1993 zum Generaldirektor für Planung, Zusammenarbeit und Ausbildung in diesem Ministerium ernannt, ehe er 1994 zum Präsidenten und Generaldirektor der Entwicklungsbehörde für Seen berufen wurde.
Am 9. Oktober 1997 kam es zu einer Umbildung des Kabinetts von Premierminister Hamed Karoui, bei der Staatspräsident Zine el-Abidine Ben Ali Saïd Ben Mustapha als Nachfolger von Abderrahim Zouari zum Außenminister (Ministre des Affaires étrangères) sowie Ali Chaouch als Nachfolger von Mohamed Ben Rejeb zum Innenminister (Ministre de l’Intérieur) berief, während Slaheddine Belaïd wiederum als Nachfolger von Ali Chaouch zum Minister für öffentliche Arbeiten, Wohnungsbau und Raumplanung (Ministre de l’Équipement, de l’Habitat et de l’Aménagement du territoire) berufen wurde. Diese Ministeramt bekleidete er vom 17. November 1999 bis zu seiner Ablösung durch Samira Khayach Belhaj am 17. November 2004 auch Kabinett von Premierminister Mohamed Ghannouchi.
Für seine Verdienste wurde Slaheddine Belaïd zum Kommandeur des Ordens der Republik ernannt und besuchte die USA im Rahmen des Internationalen Besucherprogramms der US-Regierung. Nach der Revolution 2011 wurden mehrere Verfahren gegen Belaïd wegen Amtsmissbrauchs, Verstoßes gegen Vorschriften und Schädigung der Regierung eingeleitet. Er wurde zunächst vorsorglich zu einem Reiseverbot verurteilt, das 2015 aufgehoben wurde.
Er ist verheiratet und Vater eines Kindes.